# Тённис, Клеменс
Клеменс Тённис (нем. Clemens Tönnies; род. 27 мая 1956 года в Реде, ныне Реда-Виденбрюк) — немецкий предприниматель. Он является основателем и совладельцем холдинга Tönnies Holding, и с 2001 по 2020 год был главой наблюдательного совета «Шальке 04».

## Биография

### Ранние годы
Родился в Реде в семье мясника. Имеет шесть братьев и сестру. После окончания школы в 1970 году получил образование мясника, хотя сначала хотел стать радиомехаником. С 1976 по 1978 год он прошёл дальнейшую подготовку в качестве специалиста по мясопереработке в Кульмбахе.
В 1971 году в Реде его старший брат Бернд (1952—1994) основал компанию по торговле мясом и колбасами. В 1970-х годах вместе они создали компанию B.&C Tönnies Fleischwerk GmbH & Co. Сегодняшнее названиеTönnies Holding. Она является одним из крупнейших производителей мяса в Европе. Бернд Тоннис умер в 1994 году в возрасте 42 лет после трансплантации почки. Он оставил своим двум сыновьям, Роберту и Клеменсу-младшему, состояние в миллион долларов и 60 % прав собственности на его компанию.

### Tönnies Holding и «Шальке 04»
В 1994 году Клеменс Тённис взял на себя руководство компанией и с тех пор отвечает за развитие концерна Tönnies Holding.
В 1994 году стал членом наблюдательного совета футбольного клуба «Шальке 04», а с 2001 года он был его председателем. Кроме того, он является первым председателем Стрелкового клуба zu Rheda e. V. von 1833. 30 июня 2020 года на официальном сайте футбольного клуба Шальке 04 сообщили о том, что 64-летний специалист покинул свой пост по собственному желанию. Позже появилась информация о том, что Теннис только приостановил работу в клубе на 3 месяца из-за обвинения в расизме.
В апреле 2019 года американский журнал Forbes оценил его активы примерно в 1,4 миллиарда евро. Таким образом, он занимает 1349-е место в списке самых богатых людей мира и 85-е место среди самых богатых немцев.
В ходе своих многолетних отношений с российским спонсором «Шальке», «Газпром», Тённис поддерживает дружеские отношения с Владимиром Путиным.
«Tönnies Lebensmittel GmbH & Co. KG» инвестировала в развитие российских свиноводческих и растениеводческих предприятий, а также комбикормовое производство. Немецкий холдинг инвестировал в агропромышленный комплекс России порядка 120 млн евро.
Из-за крупнейшей локальной вспышки COVID-19 на территории Германии на головном заводе компании Tönnies Holding в городе Реда-Виденбрюк заразились свыше 1500 работников. Инфекцию подхватили низкооплачиваемые работники из Восточной Европы, которые проживают в сильной тесноте, в условиях далеких от немецких трудовых и санитарных норм. Прокуратура Германии начала расследование.

## Личная жизнь
Живёт в Реда-Виденбрюке, женат второй раз, имеет двоих детей.